# Dolmen von Saint Hilaire

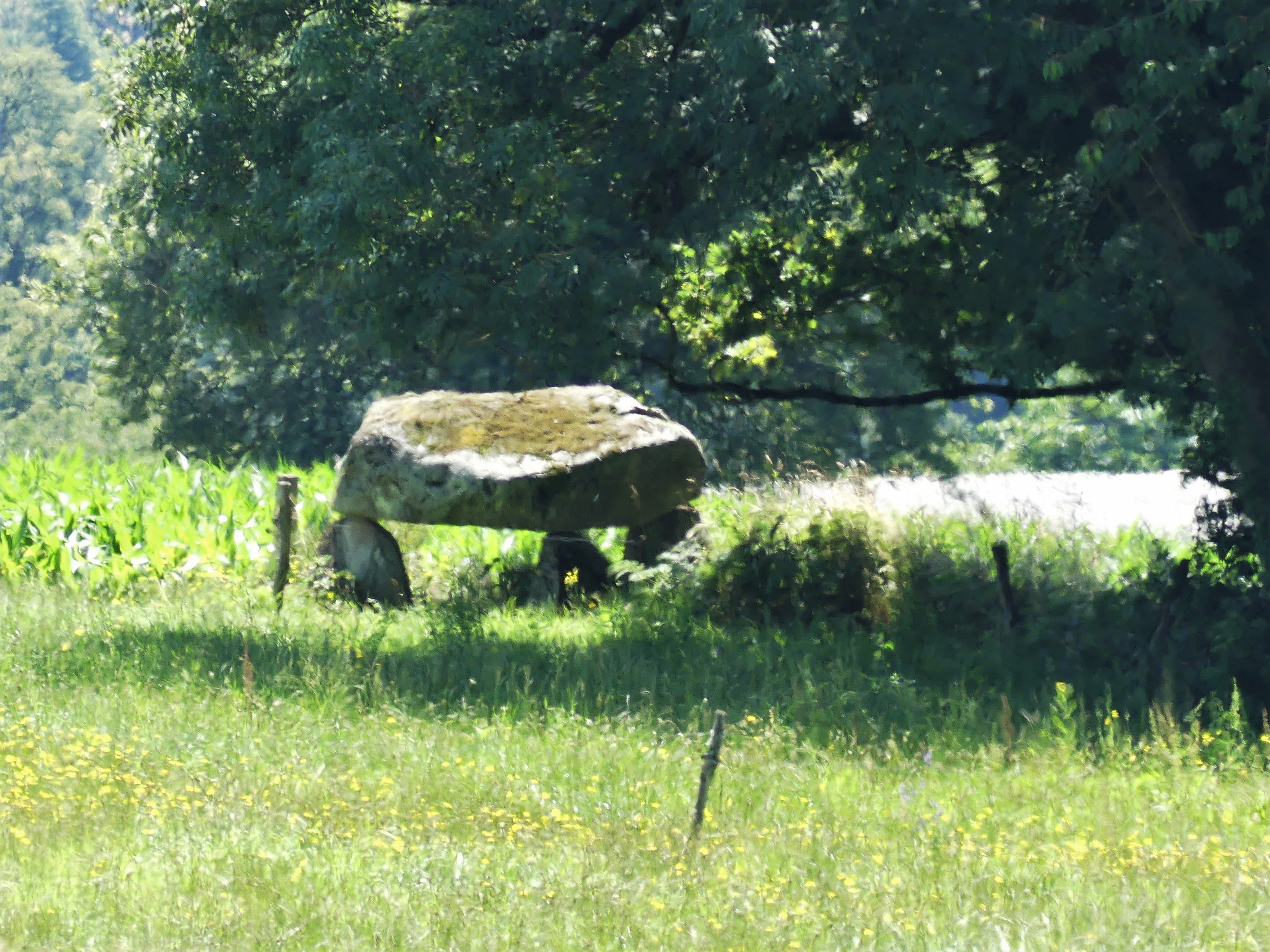
Dolmen von Saint Hilaire

Der restaurierte Dolmen von Saint Hilaire liegt nördlich von Saint-Priest-la-Plaine bei Guéret im Département Creuse in Frankreich. Dolmen ist in Frankreich der Oberbegriff für neolithische Megalithanlagen aller Art (siehe: Französische Nomenklatur).
Der kleine pilzartige Dolmen mit dem halbkugelförmigen Deckstein, der auf drei Tragsteinen ruht, wurde 1986 ausgegraben, wobei Keramikscherben und Pfeilspitzen gefunden wurden. Bei der Untersuchung wurden Spuren eines kleinen Zugangsbauwerks zur Kammer gefunden.
In der Nähe befinden sich der etwa 2,4 m hohe und 1,67 m breite Menhir de la Rebeyrolle und der Dolmen la Pierre-Folle.